# Плугаки
Плугаки́ — куток в селі Дермань Здолбунівського району на Рівненщині. Надзвичайно мальовнича місцина, розміщена на пагорбі, з вершини якого відкривається панорама всієї округи. В сонячний день проглядається до 30 кілометрів вдалечінь. Біля підніжжя пагорба б'ють джерела. Найбільше з них — Безодня. З другого боку до Плугаків примикає глибокий яр, порослий лісом.
Хутір Плугаки, як і саме село Дермань, розташований на висоті 238 м над рівнем моря. На Плугаках знаходиться приватний етнографічний музей «Ремісничий хутір Плугаки», який заснував у 2005 році майстер народного мистецтва Микола Огородник.